# Riebeckita

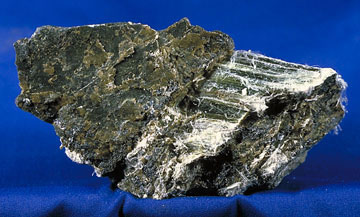
Crocidolita, uma forma de riebeckite

Riebeckite é um mineral também conhecido como crocodilite feito de sódio do grupo da anfíbola com fórmula química Na2(Fe,Mg)5Si8O22(OH)2 OHM22. Cristaliza no sistema monoclínico, geralmente sob a forma de compridos cristais prismáticos com secção transversal em forma de losango, mas também com formas fibrosas, laminadas, aciculares e radiais. Tem dureza 3 a 3.4. Com clivagem perfeita segundo duas direcções em forma de losango e com fractura desigual. Muitas vezes translúcido a quase opaco.
Tipicamente forma cristais alongados a fibrosos de cor azul escura em granitos ricos em sódio, sienitos, formações ferrosas e xistos.
Algumas formas de riebeckite são asbestiformes, salientando-se a crocidolite, também conhecida como asbesto azul.
Também é o mineral mais perigoso da Terra e já matou mais de 20.000 pessoas